# Стояна Драгостинова
Стояна Драгостѝнова е българска народна певица.

## Биография
Родена е около 1860 г. в махала Брежници, област Велико Търново. Учи се от песните на майка си по хора и седенки. След като умират баща ѝ и мъжа ѝ, когато е на 27-годишна възраст, престава да пее. През 1912 г. проф. Михаил Арнаудов записва около 200 песни изпълнени от нея, отразяващи народнопоетическата традиция на Еленско. Тя успява да ги изрецитира всичките, след като в продължение на около 30 години не ги е пяла. Умира през 1954 г. в Елена.